# Żabieniec (powiat piaseczyński)
Żabieniec – wieś sołecka w Polsce położona w województwie mazowieckim, w powiecie piaseczyńskim, w gminie Piaseczno. 
| SIMC    | Nazwa    | Rodzaj    |
| ------- | -------- | --------- |
| 0006675 | Stefanów | część wsi |

Wieś szlachecka Zabiniecz położona była w drugiej połowie XVI wieku w powiecie czerskim  ziemi czerskiej województwa mazowieckiego. W latach 1975–1998 miejscowość należała administracyjnie do województwa warszawskiego.
Nazwa miejscowości wzięła się prawdopodobnie od dużej ilości żab związanych z podmokłymi terenami otaczającymi miejscowość.

## Położenie
Żabieniec położony jest na południe od Warszawy, granicząc z Piasecznem na rzece Jeziorce oraz Czarnej. Przez miejscowość przebiega droga krajowa nr 79. Od południa i południowego wschodu miejscowość sąsiaduje z chronionymi obszarami Chojnowskiego Parku Krajobrazowego.

## Części wsi
| SIMC    | Nazwa    | Rodzaj    |
| ------- | -------- | --------- |
| 0006675 | Stefanów | część wsi |

## Rolnictwo
Ze względu na bliskość Piaseczna i związaną z tym ekspansję budownictwa typowe rolnictwo praktycznie zanikło. Do 1991 roku uprawiane były pola wchodzące w skład PGR.
W Żabieńcu znajduje się Rybacki Zakład Doświadczalny w Żabieńcu Instytutu Rybactwa Śródlądowego w Olsztynie. Zlokalizowane są tu stawy badawcze oraz produkcyjne, nastawione głównie na hodowlę karpia. Do Rybackiego Zakładu Doświadczalnego w Żabieńcu należą także obiekty hodowlane w miejscowościach Kośmin, Lesznowola, Walendów oraz na warszawskich Siekierkach.
Do ważniejszych obiektów rolniczych zaliczyć można założoną w latach siedemdziesiątych XX w. Szkółkę Roślin Ozdobnych o powierzchni 26 ha, produkującą drzewa i krzewy ozdobne. 

## Przemysł i Usługi
Na terenie miejscowości znajduje się kilkanaście firm usługowych, sklepów oraz dwa motele.

## Sport
Początki sportu w Żabieńcu sięgają 1912 r. W 1922 powołano sekcję piłki nożnej i siatkówki, z jednolitą kostiumowo drużyną pod nazwą Zagończyk, nazwa ta została w 1931 r. zmieniona na Jedność Żabieniec. Jako jeden z nielicznych klubów sportowych na Mazowszu posiada pełnowymiarowy stadion z kilkuset miejscami siedzącymi w postaci krzesełek z tworzywa oraz od grudnia 2006 profesjonalne 6 jupiterów oświetlających murawę.

## Parafia
15 lutego 1988 kardynał Józef Glemp, Prymas Polski eryguje w Żabieńcu parafię bł. Jadwigi Królowej. W 1993 rozpoczęto budowę kościoła. Świątynia została konsekrowana 4 grudnia 2022.

## Przyroda
Od południa Żabieniec graniczy z dużym kompleksem leśnym tj. Chojnowskim Parkiem Krajobrazowym. Na jego terenie znajduje się kilkanaście rezerwatów przyrody. Poza tym istnieje tu wspaniała przyroda powiązana z kilkudziesięcioma hektarami stawów rybnych oraz dwoma rzekami. W okolicach Żabieńca gniazdują dziesiątki odmian ptactwa, oraz występuje wiele gatunków zwierząt leśnych i łąkowych m.in. łosie.
- Pomniki przyrody

Do rejestru pomników przyrody wpisano znajdującą się na terenie Rybackiego Zakładu Doświadczalnego lipę drobnolistną oraz 2 dęby szypułkowe.
- Parki zabytkowe

Park dworski z przełomu XVIII/XIX w. Mało czytelny. Powierzchnia parku wynosi 5,94 ha w tym 0,2 ha wód. Kompozycja przestrzenna stawów i grobli opiera się na rzucie prostokąta. Starodrzew zachował się w niewielkich fragmentach. Zachowana aleja lipowa w kształcie litery L. Wśród starodrzewia występują lipa, klon, klon jawor, robinia akacjowa, dąb, wierzba, topola, buk, grab, jesion. W parku znajdują się 2 stawy.
Zlokalizowane są tu duże stanowiska przylaszczki, zawilca żółtego, zawilca gajowego

## Historia
Historia Żabieńca trwale powiązana jest z Piasecznem oraz z tzw. traktem Wareckim - drogą łączącą Piaseczno z Warką. Pierwsze wzmianki o istnieniu Żabieńca można znaleźć na mapach sprzed ponad 500 lat. Występuje on pod nazwą Zabyniec. Znajduje się tu kilka miejsc które na stałe wpisały się w lokalną historię. 
Miejscowość Żabieniec, w pierwotnym brzmieniu Zabynijcz, istniała już w 1540 roku. Należała wtedy do parafii Jazgarzew. Źródła historyczne podają również, że w roku 1576 Krzysztof Pełka i Christinus Losz, czyli Krystyn Łoś, posiadali we wsi Żabieniec swoje kmiece pola. Do Krzysztofa Pełki należał jeden i ćwierć łana, a do Krystyna Łosia półtora. Gdy w 1603 roku wizytował parafię Jazgarzew biskup poznański Wawrzyniec Goślicki, w swoim sprawozdaniu wizytacyjnym napisał między innymi, że uposażenie tamtejszego kościoła stanowił folwark w Jazgarzewie złożony z trzech łanów roli, a także dziesięciny ze wsi, które należały do parafii Mianowice: z Jazgarzewa, Żabieńca, Ustanowa, Pęcher i innych. Dokument wizytacyjny z roku 1778 podaje, że w Żabieńcu znajdowała się karczma. W 1827 roku Żabieniec miał 25 domów i 102 mieszkańców. W 1895 mieszkańców było 231. Żabieniec był wtedy wsią i folwarkiem w powiecie grójeckim, należał do parafii Jazgarzew i miał 354 morgi ziemi. Obszar ziemi dworskiej wynosił 254 morgi.
Latem 1965 – do Zalesia Górnego przybył Edward Ochab. Aby ukazać fałszywy obraz idealnej polskiej wsi w Żabieńcu, przez który jechał, położono asfalt.

## Urodzeni w Żabieńcu
- Antoni Parol – działacz ruchu robotniczego, kierowca i monter samochodowy.

## Galeria

Zakład Doświadczalny Instytutu Rybactwa Śródlądowego
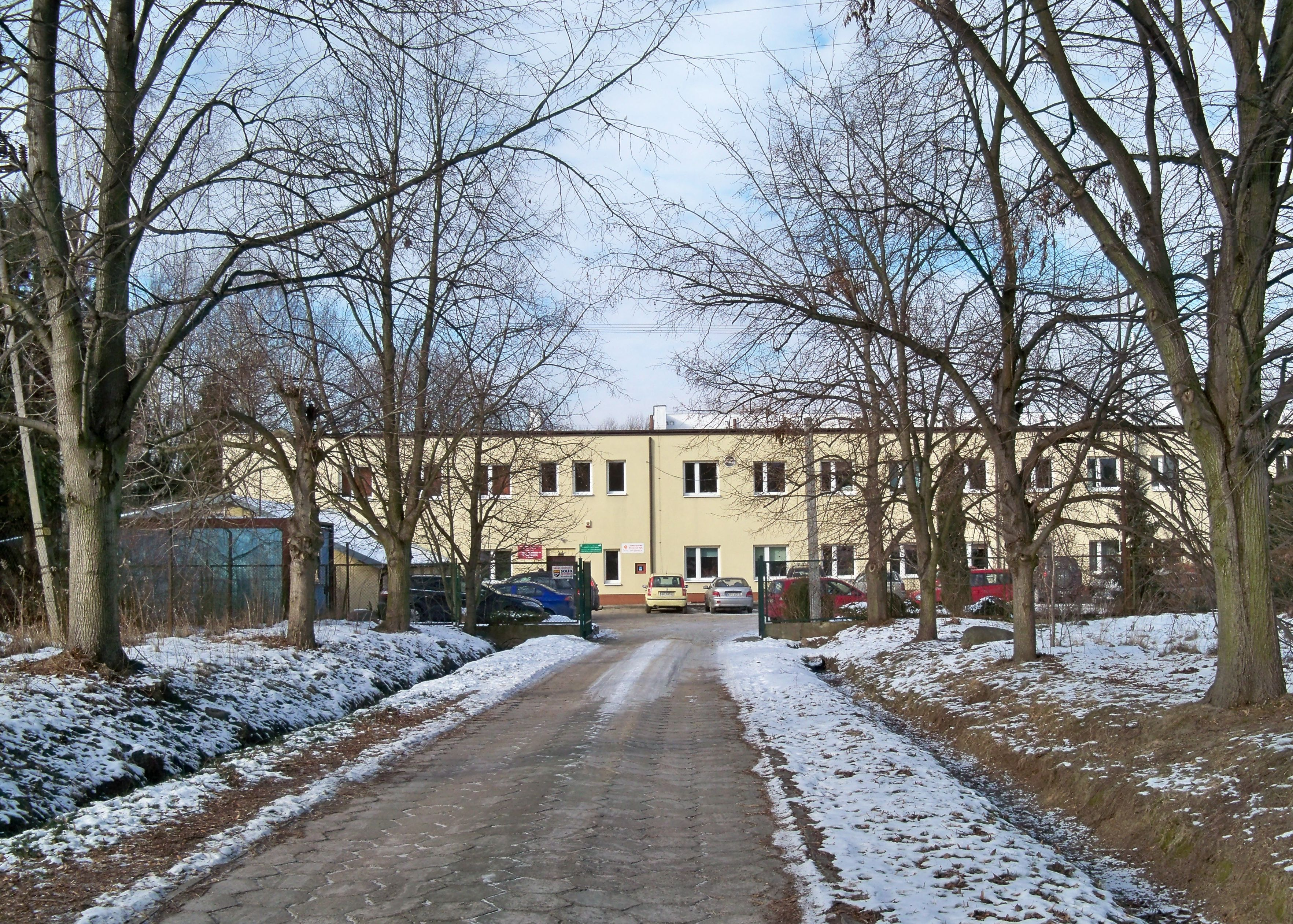
Budynek zakładu
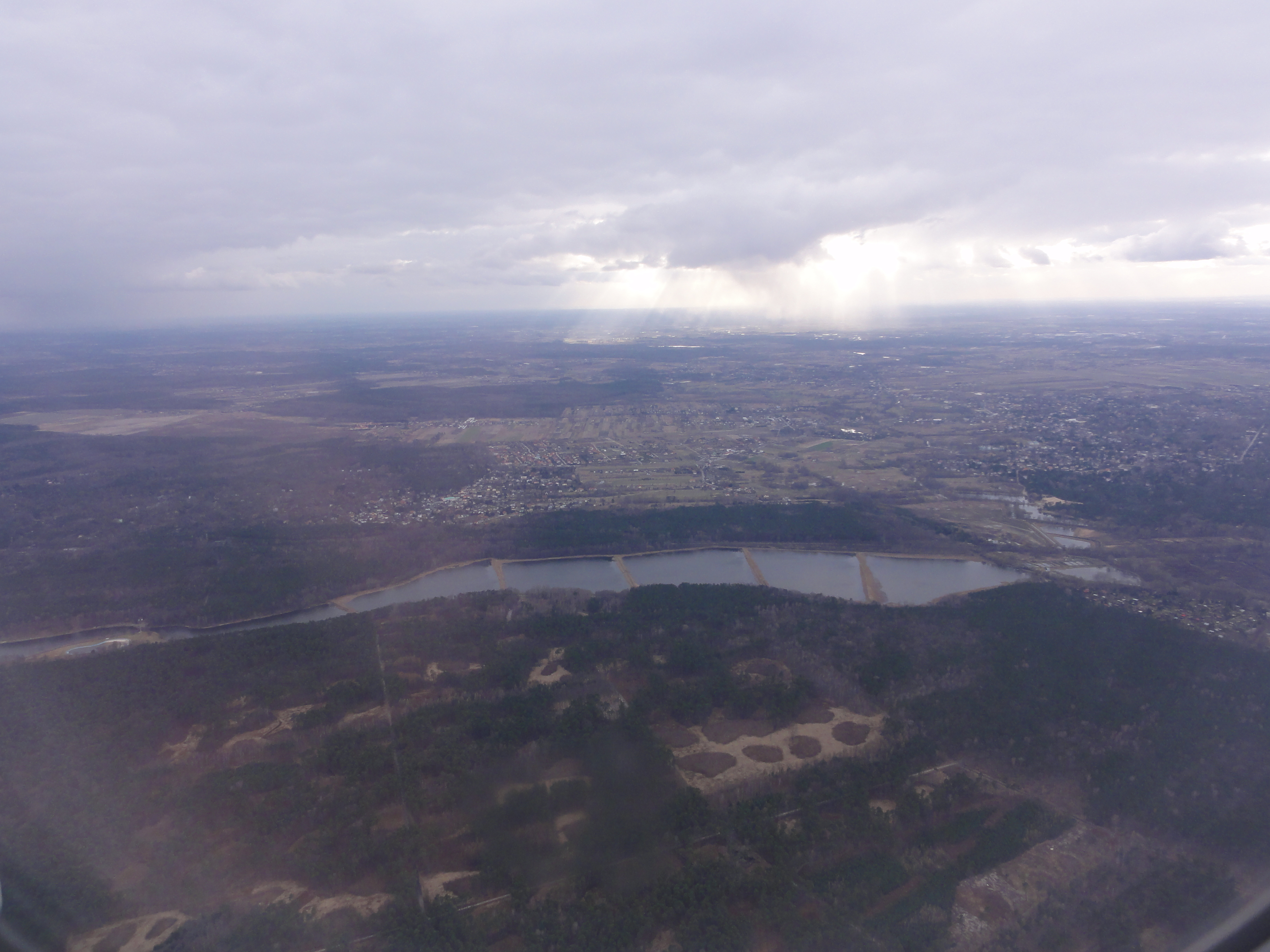
Z lotu ptaka
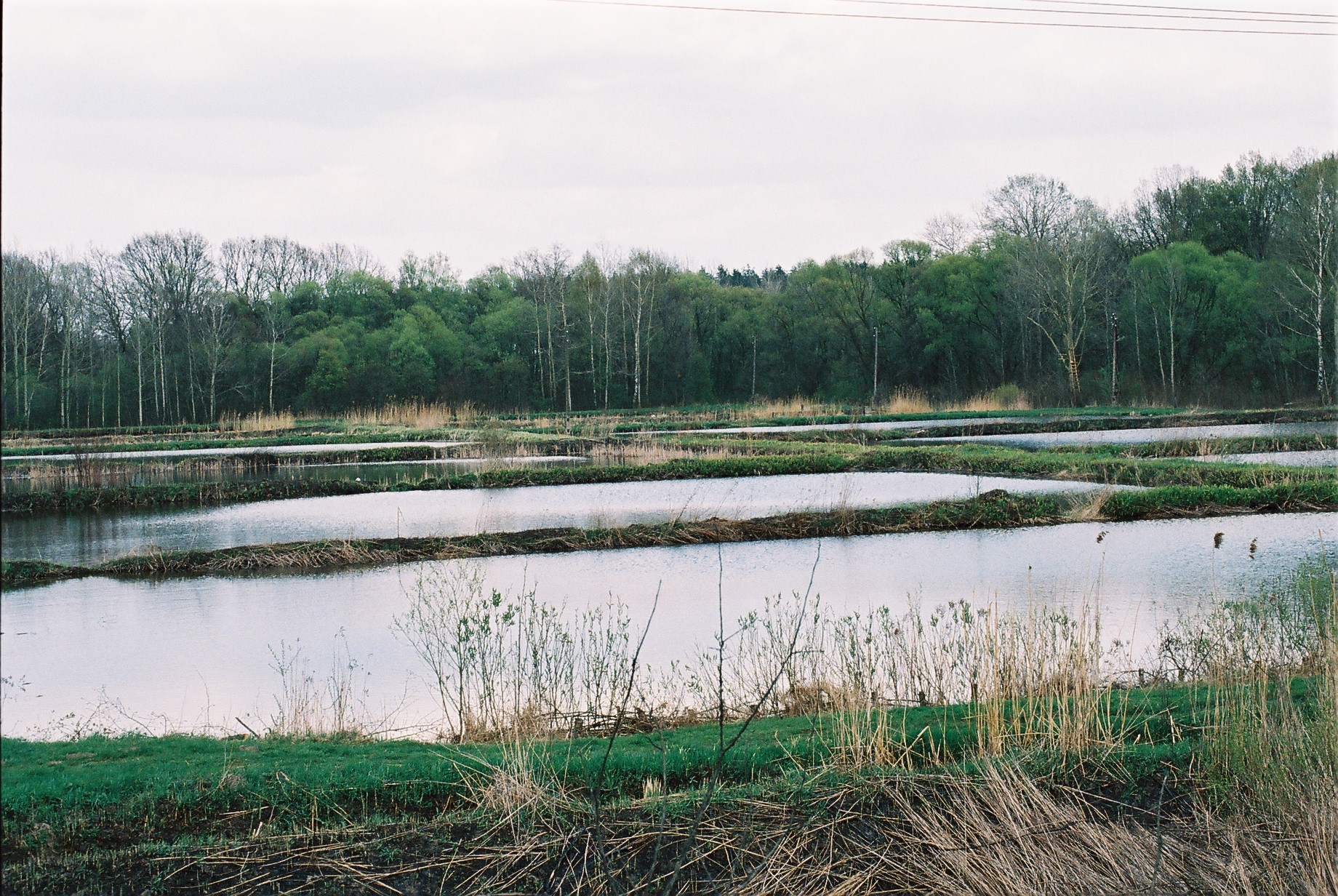
Stawy doświadczalne
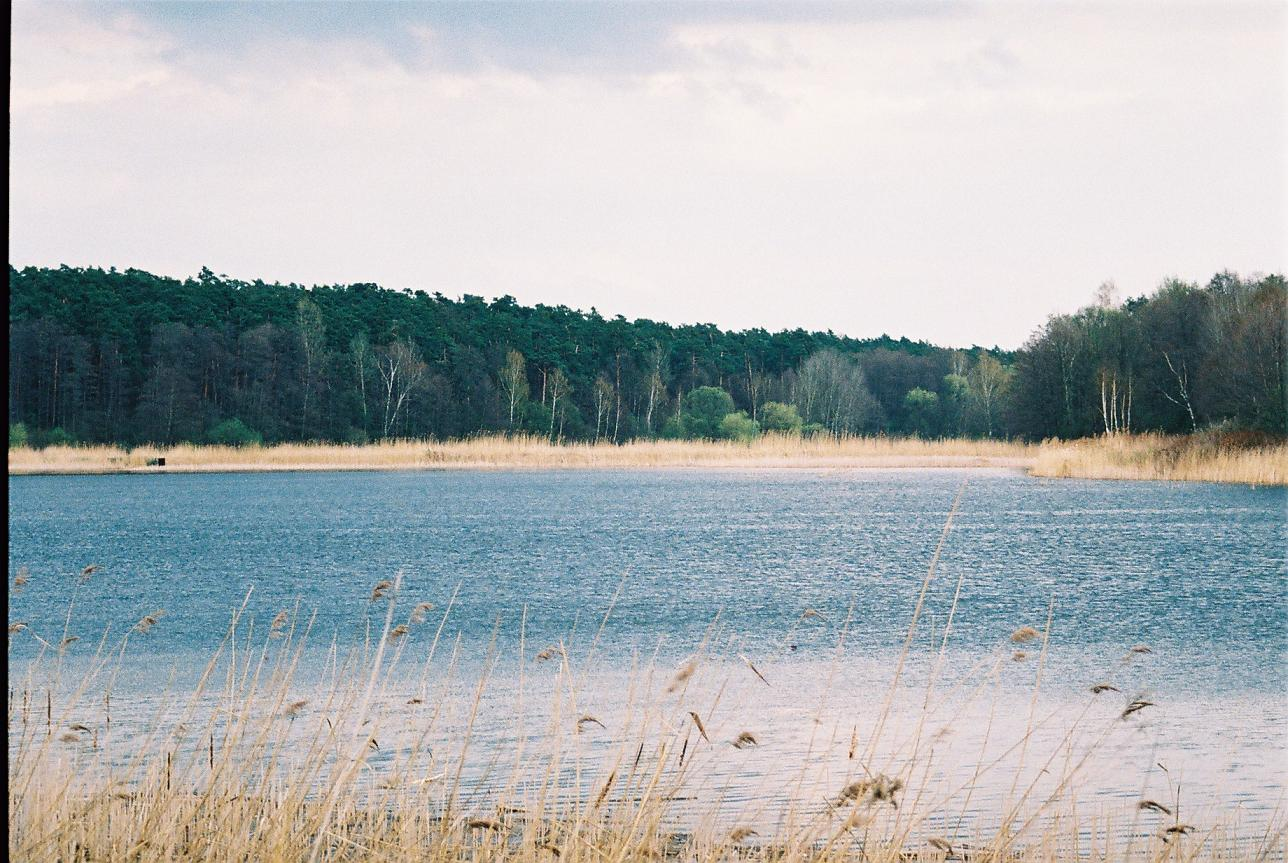
Stawy hodowlane
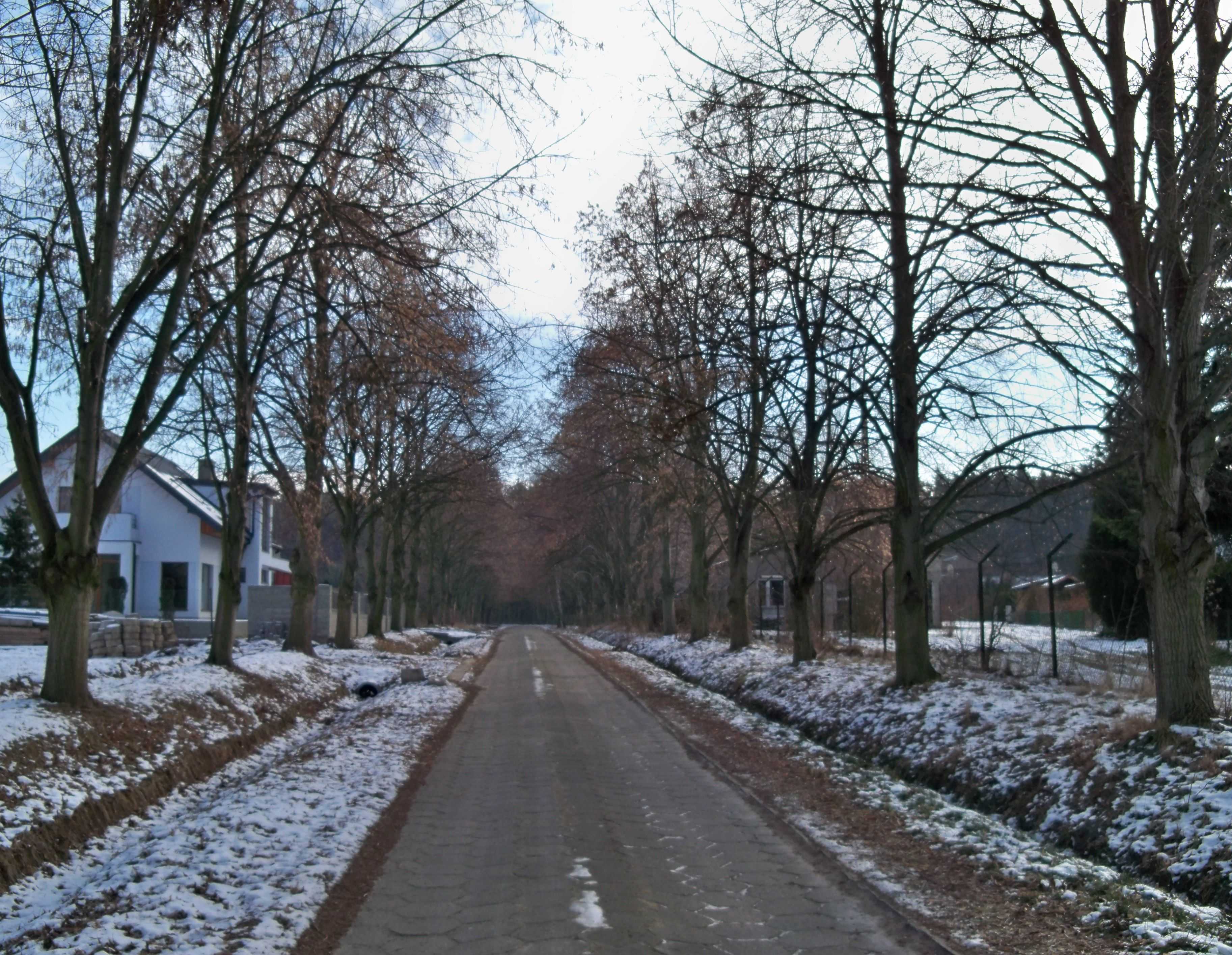
Aleja lipowa